# Symplecta mckinleyana
Symplecta mckinleyana là một loài ruồi trong họ Limoniidae. Chúng phân bố ở miền Tân bắc.